# Yasuto Honda
Yasuto Honda (本田 泰人, Honda Yasuto) est un footballeur japonais né le 25 juin 1969 à Kitakyūshū dans la préfecture de Fukuoka au Japon.